# 동적가족화
동적가족화(動的家族畵, Kinetic Family Drawing, KFD)는 심리학의 투영 검사법 기법이다. 가족이 무언가를 하고 있는 그림을 그리는 검사이다.
그림 그리기는 인지, 대인 관계 또는 심리적 기능을 평가할 수 있도록 개인에게 사람, 사물 또는 상황을 그리도록 지시하는 투사 진단 기법이다. 1970년 번스(Burns)와 카프만(Kaufman)이 개발한 동적가족화는 응시자가 가족 전체의 그림을 그리도록 요구한다. 아이들은 "무언가를 하고 있는" 자신을 포함하여 가족의 그림을 그리도록 요청받는다. 이 그림은 가족에 대한 아동의 태도와 전반적인 가족 역학을 이끌어내기 위한 것이다. KFD는 때때로 아동 학대 평가의 일부로 해석된다.
모든 투영 테스트의 해석은 자격을 갖춘 임상 심리학자 또는 자격을 갖춘 예술 치료사에 의해서만 이루어져야 한다. 투영 테스트의 한계를 고려해야 한다. 일반적으로 전체 검사 배터리(test battery: 집단 또는 개인의 평가를 위한 둘 이상의 검사를 모아둔 종합검사)의 일부로 투영 테스트를 사용하는 것이 좋다.